# Holoarctia bicolor
Holoarctia bicolor là một loài bướm đêm thuộc phân họ Arctiinae, họ Erebidae.